# Galenia herniariifolia
Galenia herniariifolia är en isörtsväxtart som först beskrevs av Presl, och fick sitt nu gällande namn av Wilhelm Gerhard Walpers. Galenia herniariifolia ingår i släktet galenior, och familjen isörtsväxter. Inga underarter finns listade i Catalogue of Life.